# Příbramové
Rodina Příbramových (též varianty Přibram, Pribram nebo zřídka též Przibram) je vážená židovská rodina původem z Prahy, jejíchž mnoho členů se proslavilo jako lékařské kapacity. Působili zejména v Čechách, předlitavské části Rakouska-Uherska, Německu, USA a jinde.
Zakladatelem rodu byl pražský lékař prof. Emanuel Příbram:
|  |  |                                                               |                                                               |                                                               |                                                               |                                                                             |                                                                             |                                                                             |                                                                             |                                                                                    |                                                                                    |                                                                                    |                                                                                    |                                                                                    |                                                                                    |                                                                   |                                                                   |                                                                                          |                                                                                          |                                                                                          |                                                                                          |                                                                                          |                                                                                          |                                                           |                                                           |                                                           |                                                           |                                                           |                                                           |                                            |                                            |  |  |                                                     |                                                     |                                                     |                                                     |                                                     |                                                     |                                             |                                             |                                                               |                                                               |                                                               |                                                               |                                                               |                                                               |  |  |                                                              |                                                              |                                                              |                                                              |                                                              |                                                              |
|  |  |                                                               |                                                               |                                                               |                                                               |                                                                             |                                                                             |                                                                             |                                                                             |                                                                                    |                                                                                    |                                                                                    |                                                                                    |                                                                                    |                                                                                    |                                                                   |                                                                   |                                                                                          |                                                                                          |                                                                                          |                                                                                          |                                                                                          |                                                                                          |                                                           |                                                           |                                                           |                                                           |                                                           |                                                           |                                            |                                            |  |  |                                                     |                                                     |                                                     |                                                     |                                                     |                                                     |                                             |                                             |                                                               |                                                               |                                                               |                                                               |                                                               |                                                               |  |  |                                                              |                                                              |                                                              |                                                              |                                                              |                                                              |
|  |  |                                                               |                                                               |                                                               |                                                               |                                                                             |                                                                             |                                                                             |                                                                             |                                                                                    |                                                                                    |                                                                                    |                                                                                    |                                                                                    |                                                                                    | Emanuel Příbram (1812–1872) lékař v Praze                         |                                                                   |                                                                                          |                                                                                          |                                                                                          |                                                                                          |                                                                                          |                                                                                          |                                                           |                                                           |                                                           |                                                           |                                                           |                                                           |                                            |                                            |  |  |                                                     |                                                     |                                                     |                                                     |                                                     |                                                     |                                             |                                             |                                                               |                                                               |                                                               |                                                               |                                                               |                                                               |  |  |                                                              |                                                              |                                                              |                                                              |                                                              |                                                              |
|  |  |                                                               |                                                               |                                                               |                                                               |                                                                             |                                                                             |                                                                             |                                                                             |                                                                                    |                                                                                    |                                                                                    |                                                                                    |                                                                                    |                                                                                    |                                                                   |                                                                   |                                                                                          |                                                                                          |                                                                                          |                                                                                          |                                                                                          |                                                                                          |                                                           |                                                           |                                                           |                                                           |                                                           |                                                           |                                            |                                            |  |  |                                                     |                                                     |                                                     |                                                     |                                                     |                                                     |                                             |                                             |                                                               |                                                               |                                                               |                                                               |                                                               |                                                               |  |  |                                                              |                                                              |                                                              |                                                              |                                                              |                                                              |
|  |  |                                                               |                                                               |                                                               |                                                               |                                                                             |                                                                             |                                                                             |                                                                             |                                                                                    |                                                                                    |                                                                                    |                                                                                    |                                                                                    |                                                                                    |                                                                   |                                                                   |                                                                                          |                                                                                          |                                                                                          |                                                                                          |                                                                                          |                                                                                          |                                                           |                                                           |                                                           |                                                           |                                                           |                                                           |                                            |                                            |  |  |                                                     |                                                     |                                                     |                                                     |                                                     |                                                     |                                             |                                             |                                                               |                                                               |                                                               |                                                               |                                                               |                                                               |  |  |                                                              |                                                              |                                                              |                                                              |                                                              |                                                              |
|  |  |                                                               |                                                               |                                                               |                                                               |                                                                             |                                                                             |                                                                             |                                                                             |                                                                                    |                                                                                    |                                                                                    |                                                                                    |                                                                                    |                                                                                    |                                                                   |                                                                   |                                                                                          |                                                                                          |                                                                                          |                                                                                          |                                                                                          |                                                                                          |                                                           |                                                           |                                                           |                                                           |                                                           |                                                           |                                            |                                            |  |  |                                                     |                                                     |                                                     |                                                     |                                                     |                                                     |                                             |                                             |                                                               |                                                               |                                                               |                                                               |                                                               |                                                               |  |  |                                                              |                                                              |                                                              |                                                              |                                                              |                                                              |
|  |  |                                                               |                                                               |                                                               |                                                               | Alfred Příbram (1841–1912) profesor vnitřního lékařství a patologie v Praze | Alfred Příbram (1841–1912) profesor vnitřního lékařství a patologie v Praze | Alfred Příbram (1841–1912) profesor vnitřního lékařství a patologie v Praze | Alfred Příbram (1841–1912) profesor vnitřního lékařství a patologie v Praze | Alfred Příbram (1841–1912) profesor vnitřního lékařství a patologie v Praze        | Alfred Příbram (1841–1912) profesor vnitřního lékařství a patologie v Praze        |                                                                                    |                                                                                    |                                                                                    |                                                                                    | Otto Příbram (1844–1917) předseda Úrazové pojišťovny AUVA v Praze | Otto Příbram (1844–1917) předseda Úrazové pojišťovny AUVA v Praze | Otto Příbram (1844–1917) předseda Úrazové pojišťovny AUVA v Praze                        | Otto Příbram (1844–1917) předseda Úrazové pojišťovny AUVA v Praze                        | Otto Příbram (1844–1917) předseda Úrazové pojišťovny AUVA v Praze                        | Otto Příbram (1844–1917) předseda Úrazové pojišťovny AUVA v Praze                        |                                                                                          |                                                                                          | Richard Příbram (1847–1928) profesor chemie v Černovicích | Richard Příbram (1847–1928) profesor chemie v Černovicích | Richard Příbram (1847–1928) profesor chemie v Černovicích | Richard Příbram (1847–1928) profesor chemie v Černovicích | Richard Příbram (1847–1928) profesor chemie v Černovicích | Richard Příbram (1847–1928) profesor chemie v Černovicích |                                            |                                            |  |  |                                                     |                                                     |                                                     |                                                     | Emil Přibram (1856–1917) obchodník ve Vídni         | Emil Přibram (1856–1917) obchodník ve Vídni         | Emil Přibram (1856–1917) obchodník ve Vídni | Emil Přibram (1856–1917) obchodník ve Vídni | Emil Přibram (1856–1917) obchodník ve Vídni                   | Emil Přibram (1856–1917) obchodník ve Vídni                   |                                                               |                                                               |                                                               |                                                               |  |  |                                                              |                                                              |                                                              |                                                              |                                                              |                                                              |
|  |  |                                                               |                                                               |                                                               |                                                               | Alfred Příbram (1841–1912) profesor vnitřního lékařství a patologie v Praze | Alfred Příbram (1841–1912) profesor vnitřního lékařství a patologie v Praze | Alfred Příbram (1841–1912) profesor vnitřního lékařství a patologie v Praze | Alfred Příbram (1841–1912) profesor vnitřního lékařství a patologie v Praze | Alfred Příbram (1841–1912) profesor vnitřního lékařství a patologie v Praze        | Alfred Příbram (1841–1912) profesor vnitřního lékařství a patologie v Praze        |                                                                                    |                                                                                    |                                                                                    |                                                                                    | Otto Příbram (1844–1917) předseda Úrazové pojišťovny AUVA v Praze | Otto Příbram (1844–1917) předseda Úrazové pojišťovny AUVA v Praze | Otto Příbram (1844–1917) předseda Úrazové pojišťovny AUVA v Praze                        | Otto Příbram (1844–1917) předseda Úrazové pojišťovny AUVA v Praze                        | Otto Příbram (1844–1917) předseda Úrazové pojišťovny AUVA v Praze                        | Otto Příbram (1844–1917) předseda Úrazové pojišťovny AUVA v Praze                        |                                                                                          |                                                                                          | Richard Příbram (1847–1928) profesor chemie v Černovicích | Richard Příbram (1847–1928) profesor chemie v Černovicích | Richard Příbram (1847–1928) profesor chemie v Černovicích | Richard Příbram (1847–1928) profesor chemie v Černovicích | Richard Příbram (1847–1928) profesor chemie v Černovicích | Richard Příbram (1847–1928) profesor chemie v Černovicích |                                            |                                            |  |  |                                                     |                                                     |                                                     |                                                     | Emil Přibram (1856–1917) obchodník ve Vídni         | Emil Přibram (1856–1917) obchodník ve Vídni         | Emil Přibram (1856–1917) obchodník ve Vídni | Emil Přibram (1856–1917) obchodník ve Vídni | Emil Přibram (1856–1917) obchodník ve Vídni                   | Emil Přibram (1856–1917) obchodník ve Vídni                   |                                                               |                                                               |                                                               |                                                               |  |  |                                                              |                                                              |                                                              |                                                              |                                                              |                                                              |
|  |  |                                                               |                                                               |                                                               |                                                               |                                                                             |                                                                             |                                                                             |                                                                             |                                                                                    |                                                                                    |                                                                                    |                                                                                    |                                                                                    |                                                                                    |                                                                   |                                                                   |                                                                                          |                                                                                          |                                                                                          |                                                                                          |                                                                                          |                                                                                          |                                                           |                                                           |                                                           |                                                           |                                                           |                                                           |                                            |                                            |  |  |                                                     |                                                     |                                                     |                                                     |                                                     |                                                     |                                             |                                             |                                                               |                                                               |                                                               |                                                               |                                                               |                                                               |  |  |                                                              |                                                              |                                                              |                                                              |                                                              |                                                              |
|  |  |                                                               |                                                               |                                                               |                                                               |                                                                             |                                                                             |                                                                             |                                                                             |                                                                                    |                                                                                    |                                                                                    |                                                                                    |                                                                                    |                                                                                    |                                                                   |                                                                   |                                                                                          |                                                                                          |                                                                                          |                                                                                          |                                                                                          |                                                                                          |                                                           |                                                           |                                                           |                                                           |                                                           |                                                           |                                            |                                            |  |  |                                                     |                                                     |                                                     |                                                     |                                                     |                                                     |                                             |                                             |                                                               |                                                               |                                                               |                                                               |                                                               |                                                               |  |  |                                                              |                                                              |                                                              |                                                              |                                                              |                                                              |
|  |  |                                                               |                                                               |                                                               |                                                               |                                                                             |                                                                             |                                                                             |                                                                             |                                                                                    |                                                                                    |                                                                                    |                                                                                    |                                                                                    |                                                                                    |                                                                   |                                                                   |                                                                                          |                                                                                          |                                                                                          |                                                                                          |                                                                                          |                                                                                          |                                                           |                                                           |                                                           |                                                           |                                                           |                                                           |                                            |                                            |  |  |                                                     |                                                     |                                                     |                                                     |                                                     |                                                     |                                             |                                             |                                                               |                                                               |                                                               |                                                               |                                                               |                                                               |  |  |                                                              |                                                              |                                                              |                                                              |                                                              |                                                              |
|  |  |                                                               |                                                               |                                                               |                                                               |                                                                             |                                                                             |                                                                             |                                                                             |                                                                                    |                                                                                    |                                                                                    |                                                                                    |                                                                                    |                                                                                    |                                                                   |                                                                   |                                                                                          |                                                                                          |                                                                                          |                                                                                          |                                                                                          |                                                                                          |                                                           |                                                           |                                                           |                                                           |                                                           |                                                           |                                            |                                            |  |  |                                                     |                                                     |                                                     |                                                     |                                                     |                                                     |                                             |                                             |                                                               |                                                               |                                                               |                                                               |                                                               |                                                               |  |  |                                                              |                                                              |                                                              |                                                              |                                                              |                                                              |
|  |  | Hugo Příbram (1881–1943) profesor vnitřního lékařství v Praze | Hugo Příbram (1881–1943) profesor vnitřního lékařství v Praze | Hugo Příbram (1881–1943) profesor vnitřního lékařství v Praze | Hugo Příbram (1881–1943) profesor vnitřního lékařství v Praze | Hugo Příbram (1881–1943) profesor vnitřního lékařství v Praze               | Hugo Příbram (1881–1943) profesor vnitřního lékařství v Praze               |                                                                             |                                                                             | Karl Eman Přibram (1877–1973) profesor ekonomie ve Vídni, Frankfurtu a Washingtonu | Karl Eman Přibram (1877–1973) profesor ekonomie ve Vídni, Frankfurtu a Washingtonu | Karl Eman Přibram (1877–1973) profesor ekonomie ve Vídni, Frankfurtu a Washingtonu | Karl Eman Přibram (1877–1973) profesor ekonomie ve Vídni, Frankfurtu a Washingtonu | Karl Eman Přibram (1877–1973) profesor ekonomie ve Vídni, Frankfurtu a Washingtonu | Karl Eman Přibram (1877–1973) profesor ekonomie ve Vídni, Frankfurtu a Washingtonu |                                                                   |                                                                   | Ernst August Přibram (1879–1940) profesor bakteriologie a preventivní medicíny v Chicagu | Ernst August Přibram (1879–1940) profesor bakteriologie a preventivní medicíny v Chicagu | Ernst August Přibram (1879–1940) profesor bakteriologie a preventivní medicíny v Chicagu | Ernst August Přibram (1879–1940) profesor bakteriologie a preventivní medicíny v Chicagu | Ernst August Přibram (1879–1940) profesor bakteriologie a preventivní medicíny v Chicagu | Ernst August Přibram (1879–1940) profesor bakteriologie a preventivní medicíny v Chicagu |                                                           |                                                           | Robert Příbram (1880–1942) inženýr v Praze                | Robert Příbram (1880–1942) inženýr v Praze                | Robert Příbram (1880–1942) inženýr v Praze                | Robert Příbram (1880–1942) inženýr v Praze                | Robert Příbram (1880–1942) inženýr v Praze | Robert Příbram (1880–1942) inženýr v Praze |  |  | Ewald Felix Příbram (1883–1940) přítel Franze Kafky | Ewald Felix Příbram (1883–1940) přítel Franze Kafky | Ewald Felix Příbram (1883–1940) přítel Franze Kafky | Ewald Felix Příbram (1883–1940) přítel Franze Kafky | Ewald Felix Příbram (1883–1940) přítel Franze Kafky | Ewald Felix Příbram (1883–1940) přítel Franze Kafky |                                             |                                             | Egon Ewald Přibram (1885–1963) profesor gynekologie v Gießenu | Egon Ewald Přibram (1885–1963) profesor gynekologie v Gießenu | Egon Ewald Přibram (1885–1963) profesor gynekologie v Gießenu | Egon Ewald Přibram (1885–1963) profesor gynekologie v Gießenu | Egon Ewald Přibram (1885–1963) profesor gynekologie v Gießenu | Egon Ewald Přibram (1885–1963) profesor gynekologie v Gießenu |  |  | Bruno Oskar Přibram (1887–1940) profesor chirurgie v Berlíně | Bruno Oskar Přibram (1887–1940) profesor chirurgie v Berlíně | Bruno Oskar Přibram (1887–1940) profesor chirurgie v Berlíně | Bruno Oskar Přibram (1887–1940) profesor chirurgie v Berlíně | Bruno Oskar Přibram (1887–1940) profesor chirurgie v Berlíně | Bruno Oskar Přibram (1887–1940) profesor chirurgie v Berlíně |
|  |  | Hugo Příbram (1881–1943) profesor vnitřního lékařství v Praze | Hugo Příbram (1881–1943) profesor vnitřního lékařství v Praze | Hugo Příbram (1881–1943) profesor vnitřního lékařství v Praze | Hugo Příbram (1881–1943) profesor vnitřního lékařství v Praze | Hugo Příbram (1881–1943) profesor vnitřního lékařství v Praze               | Hugo Příbram (1881–1943) profesor vnitřního lékařství v Praze               |                                                                             |                                                                             | Karl Eman Přibram (1877–1973) profesor ekonomie ve Vídni, Frankfurtu a Washingtonu | Karl Eman Přibram (1877–1973) profesor ekonomie ve Vídni, Frankfurtu a Washingtonu | Karl Eman Přibram (1877–1973) profesor ekonomie ve Vídni, Frankfurtu a Washingtonu | Karl Eman Přibram (1877–1973) profesor ekonomie ve Vídni, Frankfurtu a Washingtonu | Karl Eman Přibram (1877–1973) profesor ekonomie ve Vídni, Frankfurtu a Washingtonu | Karl Eman Přibram (1877–1973) profesor ekonomie ve Vídni, Frankfurtu a Washingtonu |                                                                   |                                                                   | Ernst August Přibram (1879–1940) profesor bakteriologie a preventivní medicíny v Chicagu | Ernst August Přibram (1879–1940) profesor bakteriologie a preventivní medicíny v Chicagu | Ernst August Přibram (1879–1940) profesor bakteriologie a preventivní medicíny v Chicagu | Ernst August Přibram (1879–1940) profesor bakteriologie a preventivní medicíny v Chicagu | Ernst August Přibram (1879–1940) profesor bakteriologie a preventivní medicíny v Chicagu | Ernst August Přibram (1879–1940) profesor bakteriologie a preventivní medicíny v Chicagu |                                                           |                                                           | Robert Příbram (1880–1942) inženýr v Praze                | Robert Příbram (1880–1942) inženýr v Praze                | Robert Příbram (1880–1942) inženýr v Praze                | Robert Příbram (1880–1942) inženýr v Praze                | Robert Příbram (1880–1942) inženýr v Praze | Robert Příbram (1880–1942) inženýr v Praze |  |  | Ewald Felix Příbram (1883–1940) přítel Franze Kafky | Ewald Felix Příbram (1883–1940) přítel Franze Kafky | Ewald Felix Příbram (1883–1940) přítel Franze Kafky | Ewald Felix Příbram (1883–1940) přítel Franze Kafky | Ewald Felix Příbram (1883–1940) přítel Franze Kafky | Ewald Felix Příbram (1883–1940) přítel Franze Kafky |                                             |                                             | Egon Ewald Přibram (1885–1963) profesor gynekologie v Gießenu | Egon Ewald Přibram (1885–1963) profesor gynekologie v Gießenu | Egon Ewald Přibram (1885–1963) profesor gynekologie v Gießenu | Egon Ewald Přibram (1885–1963) profesor gynekologie v Gießenu | Egon Ewald Přibram (1885–1963) profesor gynekologie v Gießenu | Egon Ewald Přibram (1885–1963) profesor gynekologie v Gießenu |  |  | Bruno Oskar Přibram (1887–1940) profesor chirurgie v Berlíně | Bruno Oskar Přibram (1887–1940) profesor chirurgie v Berlíně | Bruno Oskar Přibram (1887–1940) profesor chirurgie v Berlíně | Bruno Oskar Přibram (1887–1940) profesor chirurgie v Berlíně | Bruno Oskar Přibram (1887–1940) profesor chirurgie v Berlíně | Bruno Oskar Přibram (1887–1940) profesor chirurgie v Berlíně |

## Příbuzenské vztahy
Údaje o příbuzenských vztazích v literatuře jsou částečně rozporuplné. Zcela přesné jsou však údaje na úmrtních oznámeních zesnulých aktuálně uvedených jejich manželkami či dětmi v novinových rubrikách:

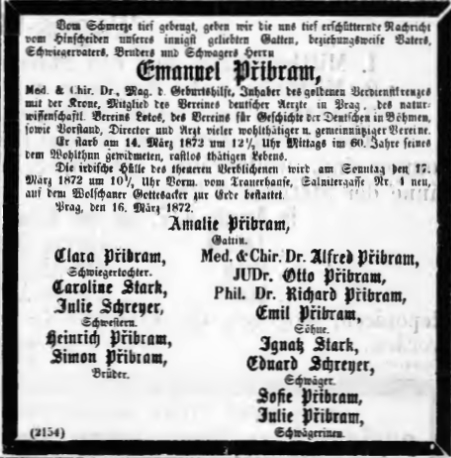
Úmrtní oznámení Emanuela Příbrama
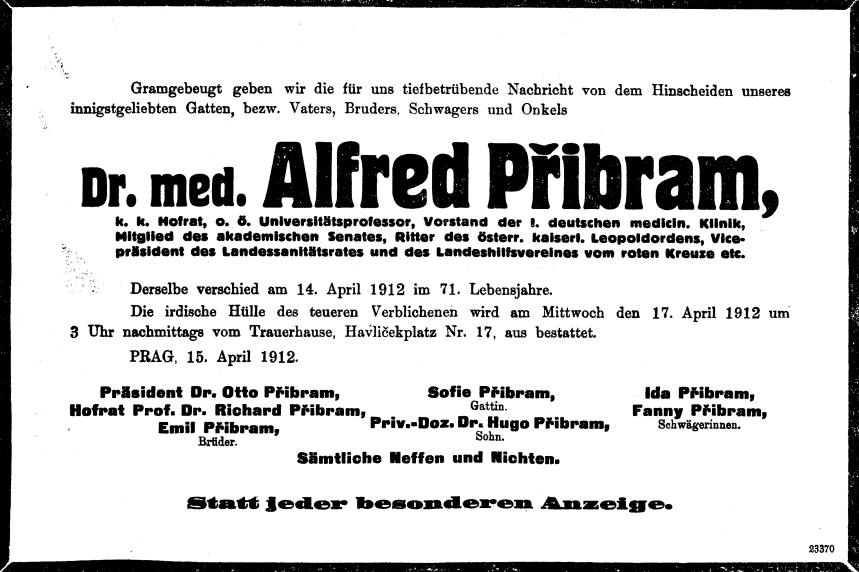
Úmrtní oznámení Alfreda Příbrama
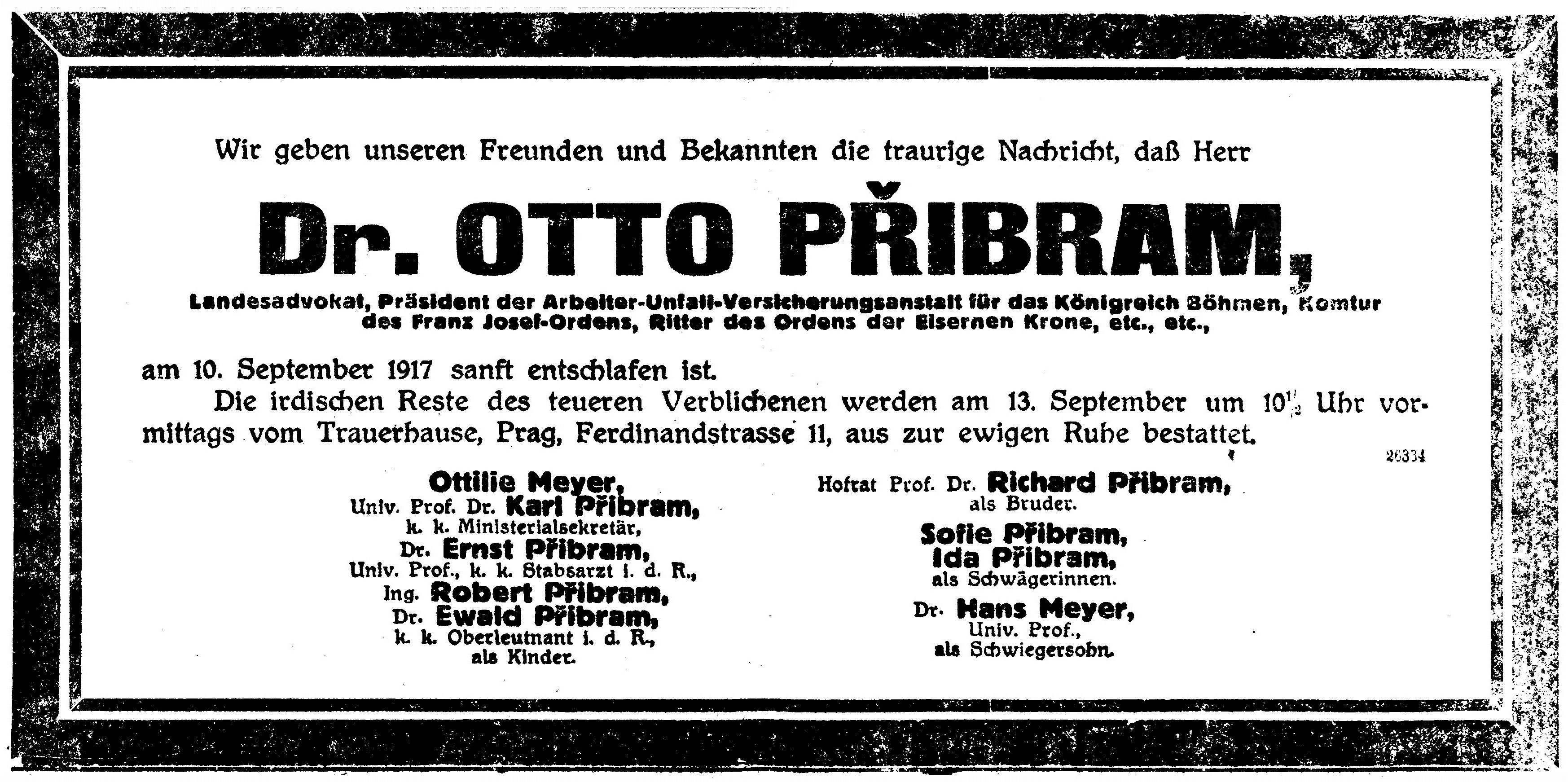
Úmrtní oznámení Otto Příbrama
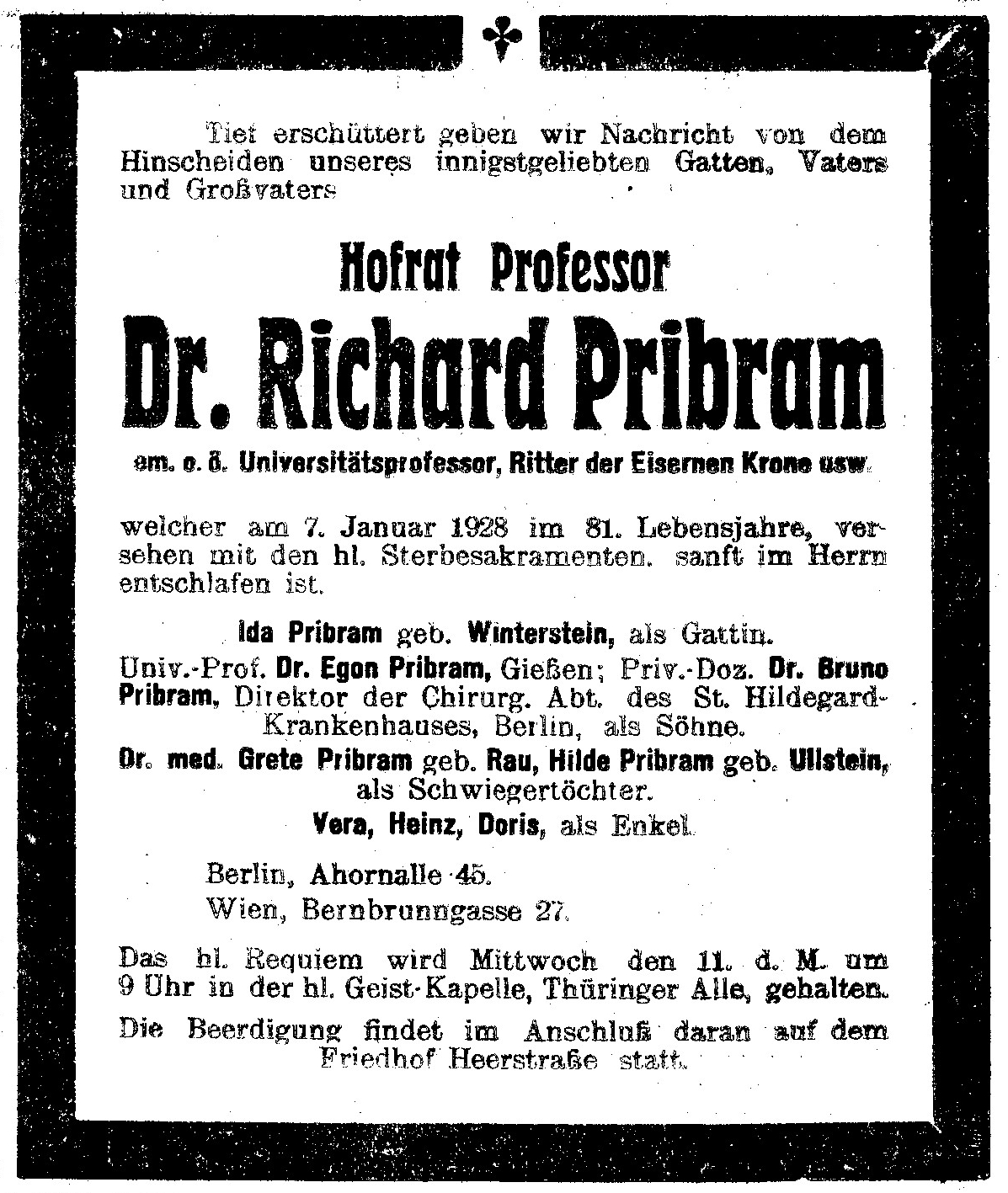
Úmrtní oznámení Richarda Příbrama